# إميلي ويستبرغ
إميلي ويستبرغ (بالسويدية: Emelie Westberg)‏ مواليد 6 أبريل 1990، هي لاعبة كرة يد سويدية تلعب كظهير أيسر. مثلت منتخب السويد لكرة اليد للسيدات. تلعب حاليا في الدوري الدنماركي لكرة اليد للسيدات. أختها التوأم جوانا ويستبيرغ هي لاعبة كرة يد أيضا.

## روابط خارجية
- إميلي ويستبرغ على موقع الاتحاد الأوروبي لكرة اليد (الإنجليزية)